# Michał Dąbrówka
Michał Dąbrówka (ur. 13 lutego 1972 w Warszawie) – polski perkusista, muzyk sesyjny, kompozytor i aranżer. Członek Akademii Fonograficznej ZPAV.
Pochodzi z Łaskarzewa. Ukończył szkoły muzyczne I i II stopnia w klasie perkusji. W latach 1991–1994 współpracował z orkiestrą Janusza Stokłosy m.in. przy oprawie muzycznej musicalu Metro.
Na liście artystów, z którymi współpracował lub współpracuje, znajdują się m.in. Natalia Kukulska, Edyta Górniak, Kasia Kowalska, Edyta Bartosiewicz, Wojtek Olszak, Wojtek Pilichowski, Michał Grymuza, Michał Urbaniak, Krzysztof Ścierański, Marek Bałata, Michael Sagmeister, Robert Chojnacki, Andrzej Krzywy, Robert Janson, zespoły Woobie Doobie, Virgin, Kukla Band, Orkiestra Adama Sztaby.
W 2000 roku ożenił się z piosenkarką Natalią Kukulską, z którą ma troje dzieci.
Muzyk jest endorserem instrumentów firm Sabian, DW Drums i Pro-mark.

## Wybrana dyskografia
Albumy
| Tytuł                         | Dane dot. albumu                                 | Pozycja na liście |
| Tytuł                         | Dane dot. albumu                                 | POL               |
| ----------------------------- | ------------------------------------------------ | ----------------- |
| CoMix (oraz Natalia Kukulska) | - Data: 18 maja 2010 - Wydawca: EMI Music Poland | 34                |

Single
| "To jest komiks" (oraz Natalia Kukulska) | 2010 | 16 | CoMix |
| "Wierzę w nas" (oraz Natalia Kukulska)   | 2011 | –  | CoMix |
| „Part of It” (oraz Natalia Kukulska)     | 2011 | –  | CoMix |
| „–” singel nie był notowany.             |      |    |       |

Inne
| Album                          | Rok  | Uwagi | Źródło |
| ------------------------------ | ---- | --- | ------ |
| Natalia Kukulska – Sexi Flexi  | 2007 | perkusja w utworach „Second Chance”, „Each Other” i „Mała rzecz”, instrumenty klawiszowe w utworze „Mała rzecz” | [ 9 ]  |
| Michał Grott – Grottmusic      | 2009 | perkusja w utworach „Michaello”, „Mikuś” i „Grottkoland”                                                        | [ 10 ] |
| Edyta Bartosiewicz – Renovatio | 2013 | perkusja w utworach 1-3, 11, 13                                                                                 | [ 11 ] |
| Natalia Kukulska – Ósmy plan   | 2015 | muzyka, produkcja, instrumenty klawiszowe, perkusja                                                             | [ 12 ] |

## Teledyski
| Tytuł                                    | Rok  | Reżyseria/Realizacja | Album | Źródło |
| ---------------------------------------- | ---- | -------------------- | ----- | ------ |
| „To jest komiks” (oraz Natalia Kukulska) | 2010 | Bartek Prokopowicz   | CoMix | [ 13 ] |
| „Wierzę w nas” (oraz Natalia Kukulska)   | 2011 | Bartek Prokopowicz   | CoMix | [ 14 ] |

## Nagrody i wyróżnienia
| Rok  | Kategoria      | Tytułem         | Nagroda                        | Nota       |
| ---- | -------------- | --------------- | ------------------------------ | ---------- |
| 2006 | Pop/Rock/Metal | Michał Dąbrówka | Plebiscyt magazynu Top Drummer | 1. miejsce |
| 2006 | Jazz/Latin     | Michał Dąbrówka | Plebiscyt magazynu Top Drummer | 3. miejsce |